# Craugastor mimus
Espèce
Synonymes
- Eleutherodactylus mimus Taylor, 1955

Statut de conservation UICN

 LC  : Préoccupation mineure
Craugastor mimus est une espèce d'amphibiens de la famille des Craugastoridae.

## Répartition
Cette espèce se rencontre de 15 à 1 626 m d'altitude au Costa Rica, dans l'est du Nicaragua et dans l'Est du Honduras.

## Publication originale
- Taylor, 1955 : Additions to the known herpetological fauna of Costa Rica with comments on other species. No. II. Kansas University Science Bulletin, vol. 37, no 1, p. 499-575 (texte intégral).